# 존 레논의 이메진
《존 레논의 이메진》(Imagine: John Lennon)은 영국의 음악가 존 레논을 다룬 1988년 다큐멘터리 영화다. 앤드류 솔트가 연출했으며, 레논의 사생활을 촬영한 240시간 분량의 개인 필름과 비디오를 편집해 제작했다. 첫 번째 부인 신시아, 두 번째 부인 요코 오노, 그리고 아들 줄리안과 션의 인터뷰가 수록되어 있다.
오노 요코의 의뢰로 만들어진 작품으로, 비틀즈의 전 멤버인 폴 매카트니, 조지 해리슨, 링고 스타는 여기에 개입하지 않았다.
영화는 비평가에게 대체적으로 좋은 평가를 받았다.

## 줄거리
이 영화는 존 레논이 100시간이 넘는 인터뷰에서 발췌한 내레이션으로 진행되며, 그의 첫 번째 아내 신시아 레논, 두 번째 아내 오노 요코, 아들 줄리언과 숀 레논, 음반 프로듀서 조지 마틴, 그리고 그와 오노의 개인 비서인 메이 팡과의 인터뷰도 담고 있다. 레논은 어린 시절 이모 미미와 함께 살았던 것과 십대 시절 어머니 줄리아가 사망하기 전의 관계에 대해 이야기한다. 그는 폴 매카트니를 만나고 그와 조지 해리슨, 링고 스타와 함께 비틀즈를 결성했던 것을 회상한다. 레논과 그의 첫 아내 신시아는 비틀즈와 함께한 엄청난 성공적인 경력이 그가 아들 줄리언을 양육하는 데 방해가 되었다고 말한다.
레논의 비틀즈 멤버로서의 경력은 "Help!"라는 노래를 작곡한 것, 레논이 비틀즈가 "예수보다 더 인기가 있다"고 발언한 후 미국에서 발생한 논란, 그리고 Sgt. Pepper's Lonely Hearts Club Band 앨범 발매를 포함하여 연대순으로 기록되어 있다. 레논은 런던 인디카 갤러리에서 오노 요코를 만났던 것을 회상한다. 몇 달 후, 오노는 레논의 집을 방문하여 Two Virgins를 녹음했다. 신시아와 이혼한 후 레논은 오노와 결혼했으며, 두 사람은 베드 인 포 피스 캠페인을 통해 평화를 옹호하며 신혼여행을 보냈다. 다큐멘터리는 캐나다 몬트리올의 베드 인에서 레논, 오노, 만화가 알 캡 사이에 격렬한 논쟁이 벌어지는 장면을 보여준다. 캡은 Two Virgins의 표지 그림과 부부의 베드 인 동기를 비판하고 오노를 모욕한다.
비틀즈 해산 이후, 레논과 오노는 평화 운동을 계속했다. 이 영화에는 뉴욕 타임스 기자 글로리아 에머슨이 레논과 오노의 반전 캠페인에 대해 회의적인 시각을 표현하는 장면이 포함되어 있으며, 이는 레논의 짜증을 유발한다. 레논은 "How Do You Sleep?"과 "Oh Yoko!"를 포함한 앨범 Imagine을 녹음하는 모습과 매디슨 스퀘어 가든 콘서트에서 라이브 공연을 하는 모습이 나온다. 또한, 레논이 영국의 티튼허스트 파크에 있는 자신의 저택에 나타난 젊은 부랑자와 교류하는 장면도 나오는데, 이 부랑자는 비틀즈 노래 가사의 더 깊은 의미에 대해 묻는다. 레논은 자신이 자신과 자신의 삶에 대해 노래를 쓰거나 단순히 "말도 안 되는 노래"를 쓴다고 말하며, 그 남자를 식사에 초대한다.
레논의 "잃어버린 주말", 즉 그가 오노와 떨어져 로스앤젤레스와 뉴욕시에서 메이 팡과 함께 보낸 18개월간의 기간이 간략하게 언급된다. 영화는 또한 미국 정부가 레논을 추방하려 했던 시도를 언급한다. 레논은 아들 숀의 탄생, 그로 인한 음악 산업에서의 공백기, 그리고 그 후의 앨범 Double Fantasy 발매에 대해 이야기한다. 1980년 레논의 피살을 회고하며 오노, 신시아, 줄리언, 숀은 그와 그들과의 관계에 대한 마지막 생각을 전한다. 다큐멘터리는 레논이 "Imagine"의 뮤직비디오에서 흰색 그랜드 피아노로 이 노래를 연주하는 장면으로 마무리된다.

## 출연

### 주연
- 존 레논
- 오노 요코

### 조연
- 폴 매카트니
- 조지 해리슨
- 링고 스타
- 데이비드 보위
- 줄리언 레넌
- 션 레논
- 알 캡

## 기타
- Ass-PD: 버드 프리드겐
- Ass-PD: 케빈 밀러